# Radiostacja R-140
Radiostacja R-140 – dwuwstęgowa, krótkofalowa radiostacja nadawczo-odbiorcza średniej mocy R-140 na samochodzie eksploatowana w Wojsku Polskim.
Ze względu na swe parametry techniczne nazywana była sprzętem wojskowym tzw. II generacji w odróżnieniu od radiostacji dwuwstęgowych starego parku. Znana w ZSRR pod kryptonimem „БЕРЁЗА” (Brzoza).
Wersje radiostacji:
- R-140 – zakupione (lata 60) z ZSRR montowane na polskie podwozia Star 660,
- R-140 – produkowane przez ZE-WAREL w Warszawie (lata 70) na podwoziu Star-660,
- R-140Z1 – produkowane przez ZE-WAREL w Warszawie (połowa lat 70) na podwoziu Star-660,
- R-140M – ZE-WAREL – Warszawa (od 1979) na podwoziu Star 266,
- R-140J – tworzone przez użytkowników po zamontowaniu zamiast dalekopisu telefonicznego urządzenia utajniającego typu T-217 lub nowszego T-219 (od 1976).

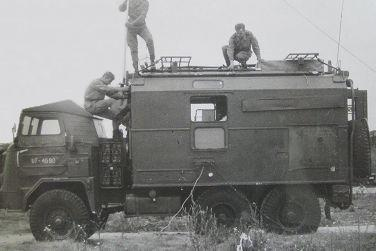
Radiostacja jednowstęgowa KF R-140 na samochodzie Star-660

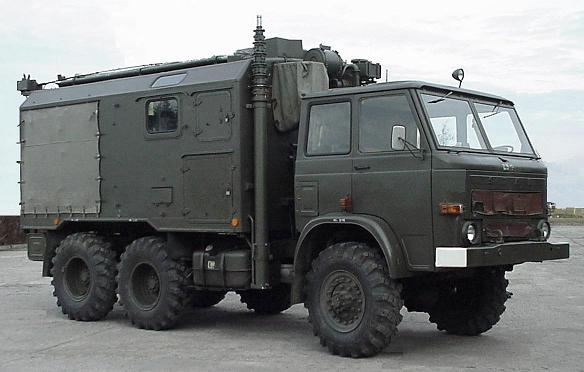
Radiostacja jednowstęgowa KF R-140M na samochodzie Star-266

Pierwsze polskie egzemplarze radiostacji R-140 były produkowane przez Zakłady Radiowe im. Marcina Kasprzaka w Warszawie, później ich produkcję przejęły Zakłady Elektroniczne WAREL. Specjalizowały się one później w produkcji dla innych krajów: Czechosłowacji (montowane na Pragach), Jugosławii (montowane na Ziłach-131) oraz do strefy równikowej malowane nie na kolor khaki, a na biało.

## Przeznaczenie
Radiostacja była przeznaczona do utrzymywania nieprzerwanej łączności w paśmie KF w ruchu lub podczas postoju. Po uzupełnieniu pulpitu radiostacji panelem wykonawczym zdalnego sterowania (PWZS) i po wcześniejszym zaprogramowaniu i nastrojeniu nadajnika i odbiornika miała możliwość pełnego zdalnego sterowania. Realizowane mogło to być z panelu dyspozycyjnego zdalnego sterowani (PDZS) z odległego elementu łączności, np. aparatowni radioodbiorczej poprzez kabel względnie radiolinię w kanale telefonicznym lub telegraficznym. Pierwowzorem tego systemu był rosyjski zestaw urządzeń zwany „ДИСТАНЦИЯ-1”.

## Ukompletowanie
- tablica zasilania TZ
- stabilizator napięcia (autotransformator) SN
- tablica rozdzielcza zasilania TRZ
- sztuczne obciążenie nadajnika
- przełącznik anten odbiorczych PAO
- sprzęgacz odbiorczy anteny promieniowania pionowego SOAP (tylko stara wersja)
- nadajnik radiostacji
- odbiornik radiowy R-155P
- pulpit radiostacji PR-9
- odbiornik radiowy R-311 (najstarsze wersje)
- odbiornik radiowy R-326 (nowsze wersje)
- radiostacja UKF R-105 lub R-107
- wzmacniacz mocy (do R-105) UM-1 lub UM-3
- radiolinia taktyczna R-405 PT1-S (R-140)
- zespół spalinowo-elektryczny PAB-4-3/400
- zespół spalinowo-elektryczny PAB-2-1/230
- prądnica (tzw. SOM -system odbioru mocy) GAB-8-3/400

- tablica dalekopisu TD-48
- dalekopis arkuszowy T-63 SU-13
- nadajnik automatyczny T-53
- urządzenie wynośne UW
- polowy aparat telefoniczny TA-57
- telefoniczny aparat głośnomówiący TAG-1M
- pulpit dowódcy w kabinie kierowcy PD
- urządzenie filtrowentylacyjne FWUA-12 (starsze wersje)
- filtropochłaniacz FPT-200M (nowsze wersje)
- ogrzewacz spalinowy nadwozia typu 231-01
- maszt teleskopowy pneumatyczny MT-80 (12 m) (R-140)
- maszt składany radiolinii (12 m)
- maszt składany odbiorczy (12 m)
- wejście liniowe (prawe) WL-P
- wejście liniowe (lewe) WL-L (do R-405)

Tylko w najnowszej wersji R-140M:
- panel telefoniczny PTF-31
- ferrytowa antena odbiorcza FAO
- pulpit ferrytowej anteny odbiorczej FAO-32
- pulpit sterowania anteną promieniowania pionowego APP-33
- radiostacja UKF R-105M
- radiolinia taktyczna R-405 PT-MS-1S
- zespół spalinowo-elektryczny AB-4-3/230
- przetwornik dalekopisowy kodu Morse’a PDM-1
- maszt teleskopowy pneumatyczny MPT-100 (12m)
- tablica aparatury specjalnej TSA-11E
- wejście liniowe specjalne WL-S

Oryginalna wersja rosyjska radiostacji posiadała dalekopis taśmowy ST-35.
Wersja R-140Z1 wyposażona była w nowszy pulpit radiostacji oraz:
- panel telefoniczny PTF-31,
- panel telegraficznej komutacji PTK-32-1,
- panel telegrafii tonalnej PTT-32-2,
- panel translacji PTR-32-3.

Stwarzało to dodatkowe możliwości komutacyjne i umożliwiało pracę dalekopisem w kanale radiostacji R-107.
Wersja R-140M posiadała zmieniony nadajnik z uwagi na zmiany konstrukcji anteny promieniowania pionowego, wprowadzenie nowych rodzajów emisji radiowych (manipulacje częstotliwości o większych przesuwach) oraz przystosowanie radiostacji do zamontowania w niej urządzeń łączności utajnionej i specjalnej. Wprowadzono też nowe urządzenie PDM-1 (przetwornik dalekopisowy kodu Morse’a) pozwalający nadawać tym kodem z klawiatury dalekopisowej i przystosowany do przetwarzania taśm perforowanych szyfrotelegramów. Inne zmiany w ukompletowaniu wymieniono wcześniej. W tej wersji wyposażano radiostację w odporniejszy zespół spalinowo-elektryczny AB-4-3/230.

## Dane taktyczno-techniczne

### Ogólne

#### Zasięgi
- anteny prętowe do 100 km
- antena promieniowania pionowego do 400 km
- anteny symetryczne (dipol, typu „V”) do 3500 km

#### Zasilanie
- sieć jednofazowa 220 V, 50 Hz (PAB-2) – tylko urządzenia odbiorcze
- sieć trójfazowa 3 × 380 V lub 3 × 220 V, 50 Hz
- zespół spalinowy PAB-4 (4 kW 3 × 380 V)
- prądnica GAB-8 (8 kW 3 × 380 V)

Radiostacja wyposażona była w układ automatycznego wyłączenia sieci AWS. Jego działanie oparte było na porównaniu potencjału nadwozia z dodatkowym kołkiem uziemiającym oddalonym od radiostacji do 25 m. W przypadku pojawienia się napięcia przewyższającego 24 V (dawna wartość napięcia bezpiecznego), następowało odłączenie zewnętrznego napięcia zasilającego od aparatury.

#### Możliwości pracy
- praca simpleksowa lub dupleksowa
- kluczem telegraficznym z pulpitu radiostacji lub urządzenia wynośnego UW
- z mikrofonu z pulpitu radiostacji, z urządzenia wynośnego lub z kabiny kierowcy
- dalekopisem z radiostacji lub z innych aparatów telegraficznych
- z oddalonego na odległość do 800 m polowego aparatu telefonicznego
- poprzez kanały radiolinii R-405 w kanale telefonicznym lub telegraficznym
- poprzez telefoniczne urządzenie utajniające z radiostacji lub oddalonego aparatu (z aparatu do radiostacji informacja była jawna)
- z innych telefonicznych lub telegraficznych aparatowni
- praca dalekopisem lub kluczem w kanale R-105 (tylko R-140Z1)
- praca simpleksowa, telefoniczna, utajniona w jednej wstędze (tylko R-140J)

#### Rodzaje emisji
W nawiasach symbole emisji radiowych według starych oznaczeń.
- praca telegraficzna z manipulacją amplitudy (A1)
- praca telegraficzna z manipulacją częstotliwości jedno lub dwukanałowa z różnymi przesuwami (F1-125, F1-250, F1-500, F6-250)
- praca telefoniczna dwuwstęgowa z pełną lub ograniczoną falą nośną (A9A)
- praca telefoniczna jednowstęgowa w górnej lub dolnej wstędze bocznej z różnymi poziomami fali nośnej (A3J, A3A, A3H)
- praca telefoniczna jednowstęgowa z niezależnymi wstęgami bocznymi (różna informacja – A3BJ, A3BA)
- praca telefoniczna z modulacją częstotliwości (F3)

### Nadajnik

#### Elementy składowe

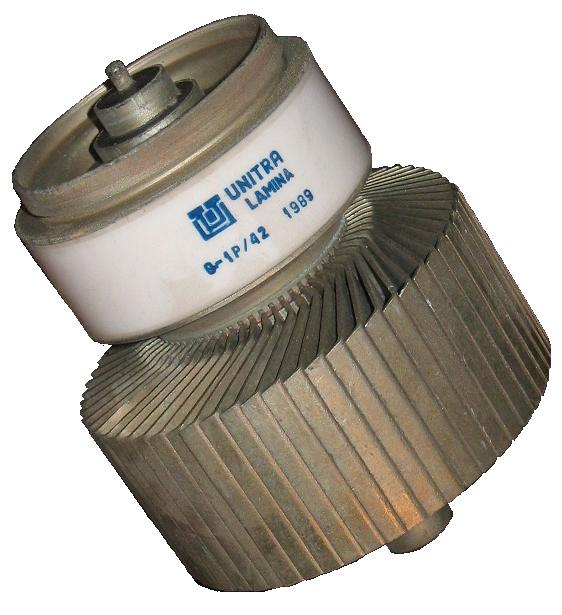
Tetroda nadawcza Q-1P

- wzmacniacz mocy WM (lampa Q-1P lub GU-43b)
- urządzenie symetryzująco-dopasowujące USD
- sprzęgacz anteny promieniowania pionowego SAAP
- przełącznik wysokiej częstotliwości PWCz
- przełącznik anten nadawczych PAN (na zewnątrz nadwozia)
- wzbudnik nadajnika
  - panel rodzajów pracy W-1
  - panel poziomów W-2
  - syntezer częstotliwości 1-0M
  - zasilacz wzbudnika W-4
- zasilacz niskich napięć ZWM-50/N
- zasilacz wysokiego napięcia ZWM-50/W

W wersji R-140M zmieniona została konstrukcja anteny APP na 2 pręty zasilane synfazowo. Pozwoliło to na rezygnację z SAAP i SOAAP.

#### Parametry nadajnika
- moc nadajnika ≥ 1000 W
- zakres częstotliwości 1,5 – 29,9999 MHz
- siatka częstotliwości ustalonych co 100 Hz
- stabilność częstotliwości 10−8 Hz/Hz
- uzyskana poprzez automatyczną syntezę częstotliwości
- pamięć elektroniczna i mechaniczna 10 fal nadawczych
- podział pasma na 5 (WM) i 7 (USD) podzakresów
- czas zmiany przygotowanej fali do 1 min
- strojenie wzbudnika elektroniczne, wzmacniacza mocy i dopasowań antenowych ręczne
- istniała możliwość strojenia dopasowań do anteny bez promieniowania (tzw. „ciche strojenie”)
- sprawność energetyczna około 25% Uwarunkowane to było koniecznością pracy lampy mocy w klasie „A”. Wzmacniacz mocy musiał mieć charakterystykę liniową aby nie zniekształcać wytworzonych we wzbudniku emisji telefonicznych.

W związku z dużym współczynnikiem przestrajania (30/1,5 MHz=60) pasmo wzmacniacza mocy -WM, dzieliło się na 5 podzakresów:
1. zakres 1,5 – 3,0 MHz
2. zakres 3,0 – 5,0 MHz
3. zakres 5,0 – 10 MHz
4. zakres 10 – 16 MHz
5. zakres 16 – 30 MHz

a blok dopasowania do anten -USD na 4:
1. zakres 1,5 – 4,0 MHz
2. zakres 4,0 – 7,5 MHz
3. zakres 7,5 – 16 MHz
4. zakres 16 – 30 MHz

#### Anteny nadawcze
W nawiasach zakres roboczych częstotliwości i wysokość podwieszenia anteny na maszcie. Poza tymi częstotliwościami ich charakterystyki promieniowania były odmienne od typowych.
Anteny niesymetryczne:
- (14–30 MHz) prętowa 4 m
- (4,0–14 MHz) prętowa 10 m
- (1,5–2,0 MHz) typu T 2 × 40 m (na 12 m)
- (2,0–4,0 MHz) typu T 2 × 11 m (na 10 m)
- (2,0–12 MHz) promieniowania pionowego APP(praca w ruchu i na postoju)

Anteny typu „T” powstawały z dipoli przez zwarcie przewodów fidera wewnątrz aparatury. W wersji R-140M nie występuje nadawcza antena prętowa 4 m. Rolę tę spełnia wspomniana wcześniej nowa antena APP – dwa pręty w pozycji „pion”.
Anteny symetryczne:
- (1,5–4,0 MHz) dipol symetryczny 2 × 40 m (na 12 m)
- (5,0–15 MHz) dipol symetryczny 2 × 11 m (na 10 m)
- (10–30 MHz) nadawcza typu „V” 2 × 46 m (na 12 m)

### Odbiornik

#### Elementy składowe
- panel podstawowy 2-1M
- syntezer częstotliwości 1-0M
- zasilacz odbiornika 3-0M
- panel telefoniczny 4-0M
- panel telegraficzny 5-0M
- panel wyjść liniowych 9-0M

#### Parametry odbiornika
- zakres częstotliwości 1,5 – 29,999 MHz
- siatka częstotliwości co 100 Hz
- stabilność częstotliwości
  - dobowa 2,5 × 10−8 Hz/Hz
  - miesięczna 1,2 × 10−7 Hz/Hz
- uzyskana poprzez automatyczną syntezę częstotliwości
- pamięć elektroniczna 10 fal odbiorczych wybieranych dekadowo
- czas zmiany przygotowanej fali do 1 min
- strojenie odbiornika samoczynne

#### Anteny odbiorcze
- prętowa 4 m
- antena promieniowania pionowego APP (praca w ruchu)
- ferrytowa antena odbiorcza FAO (tylko R-140M)
- odbiorcza typu „V” 2 × 46 m (na maszcie 12 m)
- dipol symetryczny 2 × 13 m (na wysokości 10 m)
- każda z anten nadawczych podczas pracy simpleksowej